# Kaplica św. Jana Chrzciciela w Jerzmanowicach
Kaplica św. Jana Chrzciciela w Jerzmanowicach – zabytkowy rzymskokatolicki kościół filialny, znajdujący się w Jerzmanowicach, w gminie Jerzmanowice-Przeginia, w powiecie krakowskim.
Barokowa kaplica z 1688 roku, została wpisana do rejestru zabytków nieruchomych województwa małopolskiego.

## Historia
Fundatorem kaplicy i szpitala dla ubogich był mieszczanin krakowski Jan Sroczyński (ok. 1614–1696) , pasamonik, wiertelnik , senior ławników sądu wyższego prawa magdeburskiego.
Świątynia konsekrowana 4 lipca 1688 roku przez biskupa Mikołaja Oborskiego.
Budynek szpitalny był zasiedlony w 1686 roku przez pierwszych pensjonariuszy, jednak działalność rozpoczął w grudniu 1696, wkrótce po śmierci fundatora, wywodzącego się z chłopskiej rodziny z Jerzmanowic.
Przy południowej ścianie kaplicy znajdują się groby poległych w walkach podczas I wojny światowej. W 1999 roku rozpoczęto
w czynie społecznym kapitalny remont kaplicy, oraz przeprowadzono konserwacje dwóch ołtarzy przez naukowców i studentów krakowskich uczelni  . Od roku 2012 trwają prace renowacyjne dzięki dotacjom z Ministerstwa Kultury i Dziedzictwa Narodowego przy współpracy z Wojewódzkim Konserwatorem Zabytków z Krakowa .

## Architektura
Budynek, barokowy, orientowany, murowany, jednonawowy, nakryty dwuprzęsłowym sklepieniem kolebkowym z lunetami, zamknięty półkolistą apsydą ołtarzową. Dach kryty gontem. Fasada dwukondygnacyjna, podobna  stylowo do frontowej ściany kościoła św. Krzyża na Kleparzu, zaprojektowanego przez Jana Solariego  a restaurowanego przez Jana Sroczyńskiego. W XVIII w. dobudowano kruchtę po zachodniej stronie i zakrystię od południa .
We wnętrzu znajduje się manierystyczny ołtarz z 1. połowy XVII wieku .
Kaplica jest najstarszym budynkiem murowanym w Gminie Jerzmanowice-Przeginia .